# Uscio e bottega
Uscio e bottega  è un film del 2014 diretto da Marco Daffra.
Il soggetto è tratto dal libro C'era una volta Porta a Porta scritto da Brunetto Salvini. È l'ultima apparizione cinematografica di Novello Novelli, presente nel film in un cameo.
In questo film compare anche per l’ultima volta Carlo Monni, morto l’anno precedente, perciò uscito postumo.

## Trama
Un anziano pensionato che non ne può più della televisione nostrana con tutti quei talk show su politica, sport o religione, riesce a farsi invitare ad una trasmissione a Roma mettendo in crisi il conduttore e tutto il palinsesto della serata con le sue domande imbarazzanti, condite con l’arguzia tipica di un fiorentino di vecchio stampo. Durante una pausa pubblicitaria, il pensionato scompare misteriosamente. La vicenda arriva alle orecchie del Papa il quale esprime il desiderio di incontrare quello strano personaggio, che nel frattempo è ricomparso in un circolo ricreativo della sua città, poiché lo ha tanto intrigato.